# بيتر أرنتز
بيتر أرنتز (بالهولندية: Peter Arntz)‏ ، من مواليد 5 فبراير 1953 ، لاعب كرة قدم هولندي سابق.
لعب مع منتخب هولندا لكرة القدم.

## روابط خارجية
- بيتر أرنتز على موقع قاعدة بيانات كرة القدم.إي يو (الإنجليزية)
- بيتر أرنتز على موقع ناشيونال فوتبول تيمز (الإنجليزية)
- بيتر أرنتز على موقع عالم كرة القدم.نت (الإنجليزية)